# Papa Sérgio II
Papa Sérgio II foi o 102º Papa. Era natural de Roma. De origem nobre, pertencia a uma família que deu dois papas à Igreja. Foi ordenado Cardeal da basílica de San Martino ai Monti pelo Papa Pascoal I. O Papa Gregório IV nomeou-o Arcipreste.
Numa reunião preliminar para designar o sucessor de Gregório, o nome de Sérgio foi aceite por maioria, mas o povo tentou à força colocar o diácono João no trono pontifício. João foi enviado para um mosteiro e Sérgio devidamente consagrado. Uma edição do Liber Pontificalis refere que Sérgio era muito devoto dos prazeres da mesa e não tinha nenhum interesse nos negócios e gestão, encarregando o seu irmão Bento desses assuntos. Sofria de ataques de gota que o imobilizavam e tornavam irritável. O seu irmão terá aproveitado esta circunstância para lhe usurpar o poder e enriquecer. Como isto contrasta com a descrição do caráter de Sérgio noutras edições do Liber Pontificalis, talvez sejam exageros.
Foi eleito em janeiro de 844, sem a intervenção dos imperadores carolíngios, e logo sería confirmado por Lotário I após prestar juramento de fidelidade. Sob o seu pontificado, os muçulmanos desembarcaram em Óstia (846) e assediaram Roma, saqueando certos locais e várias igrejas, entre as quais a Basílica de São Pedro. Os sarracenos foram derrotados definitivamente em Gaeta. Recompôs as escadas do "Pretorium" (Escadaria Santa). Morreu em 27 de janeiro de 847.